# 布拉特
布拉特（法語：Bratte，法語發音：[bʁat]）是法国默尔特-摩泽尔省的一个市镇，属于南锡区。

## 地理
布拉特（48°48'50"N, 6°12'56"E）面积3.28 平方千米，位于法国大東部大區默尔特-摩泽尔省，该省份为法国东北部内陆省份，是洛林的一部分，北邻比利时、卢森堡，北起顺时针与摩泽尔省、下莱茵省、孚日省和默兹省接壤。
与布拉特接壤的市镇（或旧市镇、城区）包括：福村、穆瓦夫龙、蒙特努瓦、锡夫里、维莱莱穆瓦夫龙。

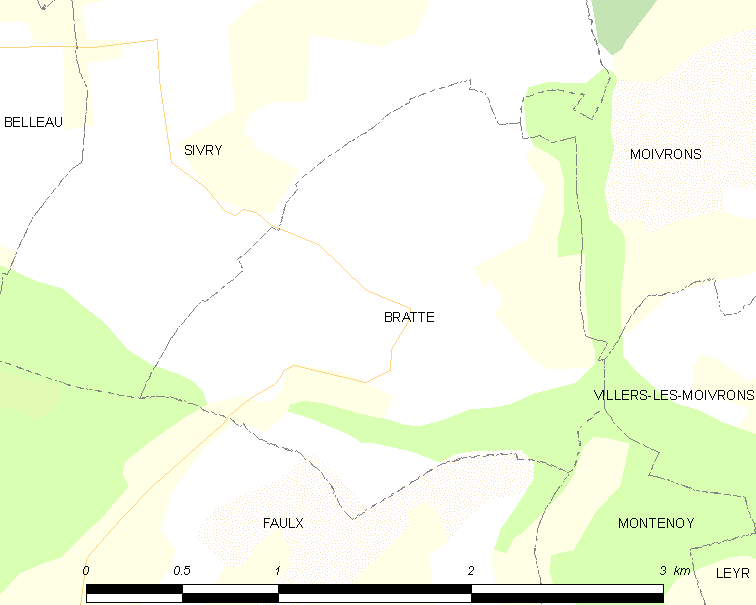
布拉特的OSM定位图

布拉特的时区为UTC+01:00、UTC+02:00（夏令时）。

## 行政
布拉特的邮政编码为54610，INSEE市镇编码为54095。

## 政治
布拉特所属的省级选区为塞耶-默尔特河间县。

## 人口

1962-2008年间布拉特人口变化图示

布拉特于2022年1月1日时的人口数量为47人。